# Liste der Baudenkmäler in Oberdolling

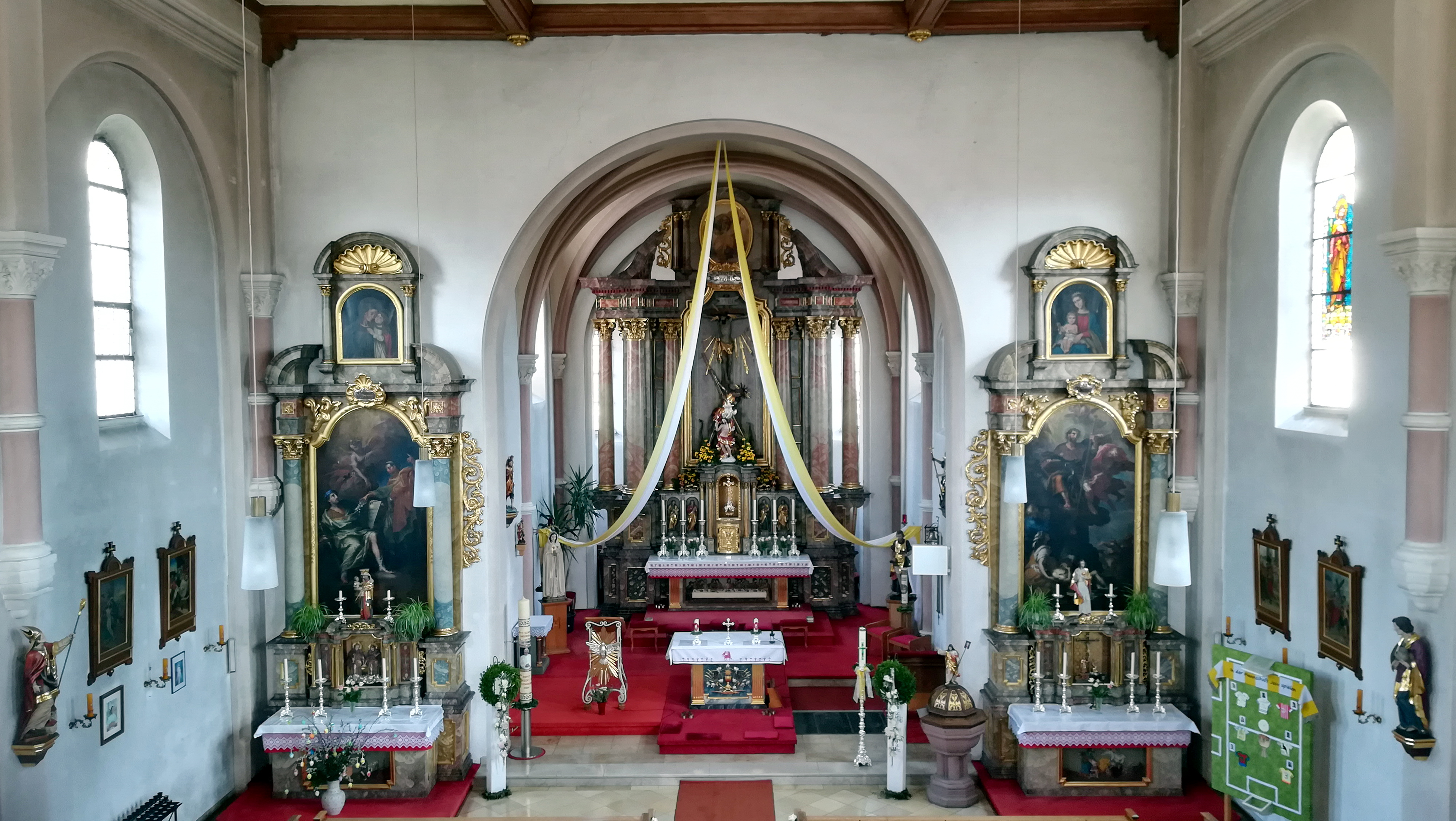
Innenraum von St. Georg in Oberdolling

Auf dieser Seite sind die Baudenkmäler in der oberbayerischen Gemeinde Oberdolling zusammengestellt. Diese Tabelle ist eine Teilliste der Liste der Baudenkmäler in Bayern. Grundlage ist die Bayerische Denkmalliste, die auf Basis des Bayerischen Denkmalschutzgesetzes vom 1. Oktober 1973 erstmals erstellt wurde und seither durch das Bayerische Landesamt für Denkmalpflege geführt wird. Die folgenden Angaben ersetzen nicht die rechtsverbindliche Auskunft der Denkmalschutzbehörde.

## Baudenkmäler nach Gemeindeteilen

### Oberdolling
| Lage                      | Objekt                            | Beschreibung | Akten-Nr.    | Bild           |
| ------------------------- | --------------------------------- | --- | ------------ | -------------- |
| Hauptstraße 21 (Standort) | Schloss                           | Ehemalige Wasserschlossanlage, dreigeschossiger Walmdachbau mit Eckerkertürmen, 1649 für die Ingolstädter Jesuiten neu erbaut, nach Brand 1931 wiederaufgebaut; mit Wassergraben         | D-1-76-150-3 | weitere Bilder |
| Hauptstraße 23 (Standort) | Gasthaus                          | Langgestreckter, zweigeschossiger Steilgiebelbau mit Giebelreiter, 17./18. Jahrhundert                                                                                                   | D-1-76-150-2 | Gasthaus       |
| Kirchplatz 6 (Standort)   | Katholische Pfarrkirche St. Georg | Saalkirche mit eingezogenem halbrund geschlossenem Chor und Steildach, Turm, 1793, neuromanische Anlage über gotischem Vorgängerbau, von Johann Baptist Schott, 1895/97; mit Ausstattung | D-1-76-150-1 | weitere Bilder |

### Hagenstetten
| Lage                       | Objekt                                       | Beschreibung | Akten-Nr.    | Bild           |
| -------------------------- | -------------------------------------------- | --- | ------------ | -------------- |
| Birkenstraße 12 (Standort) | Katholische Filialkirche St. Maria Magdalena | Saalbau mit Steildach, gotischer Chorturm, barock erhöht, Langhaus barock, Erweiterung, Ende 19. Jahrhundert; mit Ausstattung | D-1-76-150-4 | weitere Bilder |

### Harlanden
| Lage                        | Objekt                               | Beschreibung                                                                                | Akten-Nr.    | Bild           |
| --------------------------- | ------------------------------------ | ------------------------------------------------------------------------------------------- | ------------ | -------------- |
| Michaelistraße 2 (Standort) | Katholische Filialkirche St. Michael | kleiner zweiachsiger Putzbau mit Satteldach und Dachreiter, um 1648 erbaut; mit Ausstattung | D-1-76-150-5 | weitere Bilder |

### Sankt Lorenzi
| Lage                         | Objekt              | Beschreibung                     | Akten-Nr.    | Bild           |
| ---------------------------- | ------------------- | -------------------------------- | ------------ | -------------- |
| Kasinger Straße 1 (Standort) | Kapelle St. Lorenzi | 18. Jahrhundert; mit Ausstattung | D-1-76-150-6 | weitere Bilder |

### Unterdolling
| Lage                      | Objekt                                 | Beschreibung | Akten-Nr.    | Bild           |
| ------------------------- | -------------------------------------- | --- | ------------ | -------------- |
| Stefanstraße 2 (Standort) | Katholische Filialkirche St. Stephanus | Saalbau mit Steildach, romanisches Tympanon über Eingangsportal, neuromanische Putzgliederung, Chorturm mit oktogonalem Aufbau und Zwiebelhaube, 19. Jahrhundert; mit Ausstattung | D-1-76-150-7 | weitere Bilder |

### Weißendorf
| Lage                      | Objekt                                 | Beschreibung | Akten-Nr.    | Bild           |
| ------------------------- | -------------------------------------- | --- | ------------ | -------------- |
| Dorfstraße 3 (Standort)   | Katholische Filialkirche St. Margareta | Saalbau mit eingezogener halbrunder Apsis, Satteldach und Dachreiter, 1171/75 (?), barockisiert 1723, an der Westseite romanisches Portalgewände, mit figürlicher Bauplastik an der Apsis; mit Ausstattung | D-1-76-150-8 | weitere Bilder |
| Nähe Weiherweg (Standort) | Feldkapelle                            | Kleiner Massivbau mit Kalkplattendach, Putzgliederung, 19. Jahrhundert; am Weg nach Hüttenhausen | D-1-76-150-9 | BW             |